# Ludwig von Henk

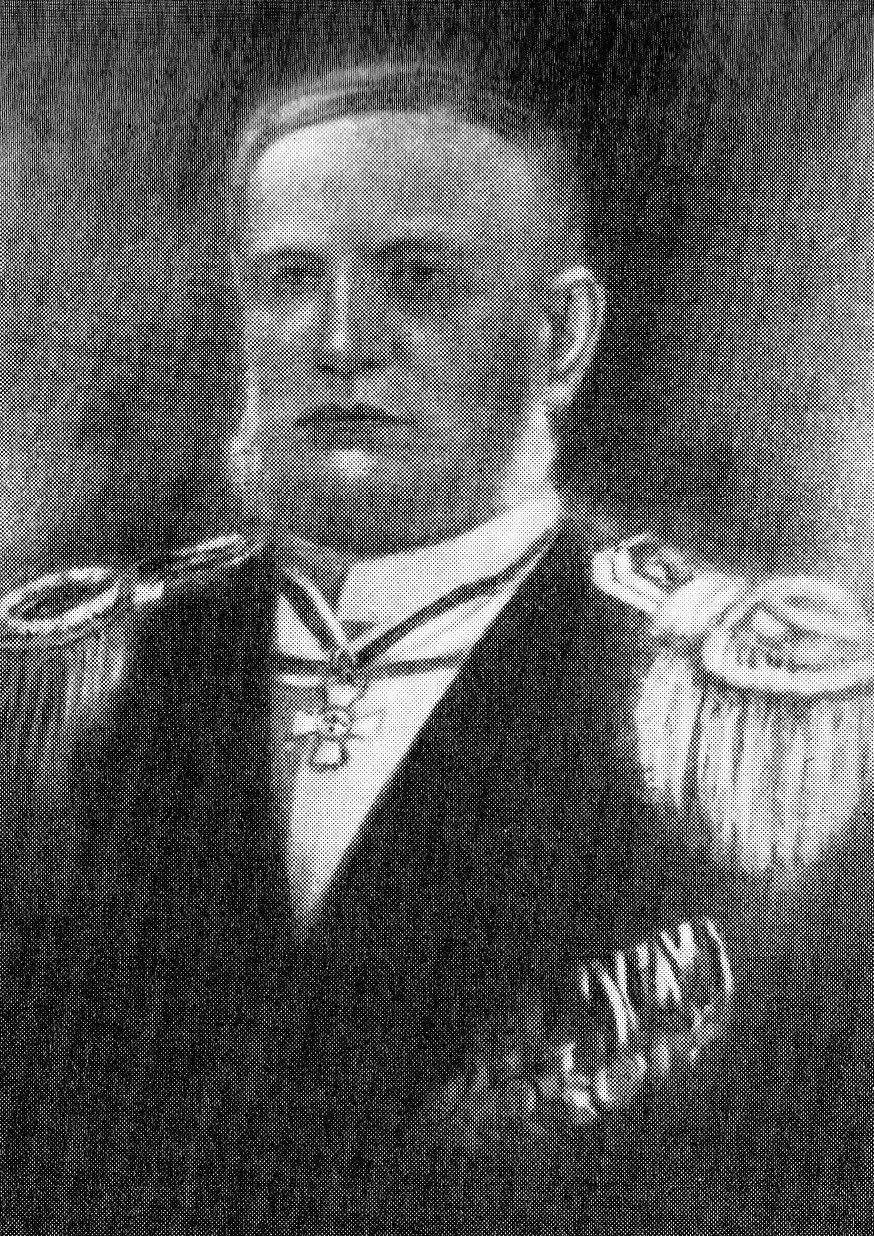
Vizeadmiral Wilhelm von Henk (1820–1894)

Ludwig Friedrich Wilhelm Henk, seit 1878 von Henk (* 4. März 1820 in Anklam; † 17. Oktober 1894 in Berlin) war ein deutscher Vizeadmiral sowie Mitglied des Reichstages.

## Leben

### Herkunft
Ludwig war ein Sohn des Seeschiffsführers Johann Daniel Henk und dessen Ehefrau Christiane, geborene Köpke.

### Karriere
Henk begann seine Laufbahn 1835 auf Handelsschiffen, machte Reisen nach Brasilien, dem Mittelmeer und dem Schwarzen Meer und wurde 1844 Kapitän. Nach der Gründung der Preußischen Marine 1849 trat er als Auxiliaroffizier ein, wurde 1855 Leutnant zur See I. Klasse und 1859 Korvettenkapitän. Im erneuten Indienststellungszeitraum von August 1859 bis Oktober 1859 war er Kommandant der Grille. Vom 15. Mai 1860 bis 30. September 1860 war er Kommandant der Amazone.
Am 22. Mai 1861 kam Henk als Dezernent für Ausrüstung und Hydrographie in das Marineministerium und wurde am 27. Juli 1865 Kommandant der Dampfkorvette Nymphe, die nach dem Mittelmeer gesandt wurde. Hier hatte er Gelegenheit, die Eruption von Santorin zu beobachten, über die er Berichte an die Akademie der Wissenschaften in Berlin sandte. Während des Deutschen Krieges war Henk Befehlshaber der preußischen Nordseeflotte und wurde am 26. Januar 1867 zum Kapitän zur See ernannt. Im Deutsch-Französischen Krieg kommandierte er die Panzerfregatte König Wilhelm und wurde nach Kriegsende Chef der Marinestation der Nordsee. Am 4. Dezember 1871 beauftragte man ihn unter gleichzeitiger Verleihung des Charakters als Konteradmiral mit der Wahrnehmung der Geschäfte als Direktor im Marineministerium. Mit Jahresbeginn 1872 folgte schließlich seine Ernennung zum Direktor der Admiralität und am 22. März 1872 erhielt er das Patent zu seinem Dienstgrad. In den kommenden drei Jahren war Henk in dieser Funktion mehrfach zugleich auch Chef des Übungsgeschwaders. Er wurde am 28. Juni 1877 zum Vizeadmiral befördert sowie am 8. Mai 1878 für seine langjährigen Verdienste durch Kaiser Wilhelm I. in den erblichen preußischen Adelsstand erhoben. Am 5. Juli 1879 wurde er aufgrund von Differenzen mit dem Chef der Admiralität, Albrecht von Stosch, zur Disposition gestellt.
Zwischen 1890 und 1893 vertrat Henk den Wahlkreis Ueckermünde-Wolin im Deutschen Reichstag als Mitglied der Deutschkonservativen Partei.
Henk starb am 17. Oktober 1894 in Berlin und wurde auf dem Friedhof Columbiadamm beigesetzt. Die Grabstätte befindet sich im Feld G3.

### Familie
Henk hatte sich am 20. November 1851 in Stralsund mit Mathilde Ehrhardt (1828–1897) verheiratet. Aus der Ehe gingen zwei Söhne hervor:
- Otto (1852–1891), kaiserlicher Korvettenkapitän ⚭ 1886 Luisa Fleitmann (* 1866)
- Wilhelm (1859–1930), preußischer Oberst und Kommandeur des Reserve-Infanterie-Regiments Nr. 207 im Ersten Weltkrieg[4]

## Werke
- Die Kriegführung zur See in ihren wichtigsten Epochen. Berlin 1881.
- Zur See. Hamburg 1892 (als Herausgeber).